# Stafford, Ohio
Stafford là một làng thuộc quận Monroe, tiểu bang Ohio, Hoa Kỳ. Năm 2010, dân số của làng này là 81 người.

## Dân số
- Dân số năm 2000: 86 người.
- Dân số năm 2010: 81 người.